# Uzel dobrého skutku

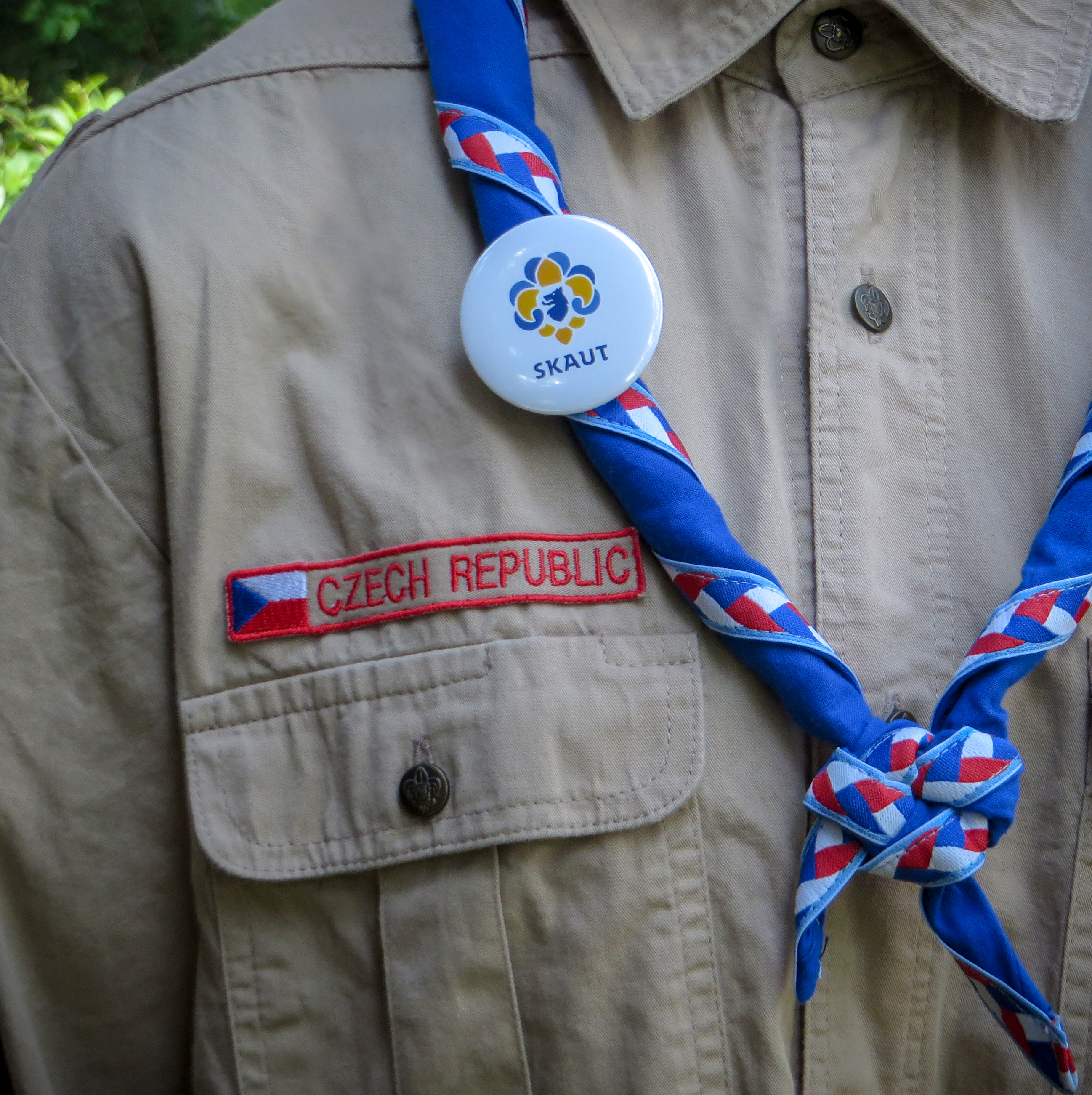
Uzel na skautském šátku

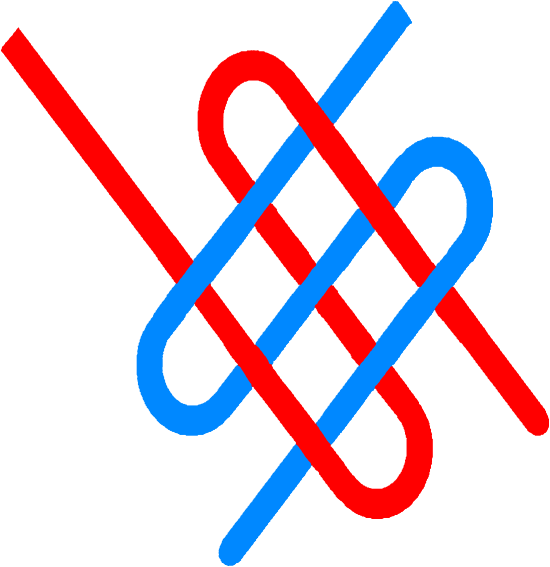
Schéma vázání

Uzel dobrého skutku (buchtičky, hovorově dobráček, anglicky Friendship knot) je ozdobný uzel, který se uplatňuje obzvláště jako skautský symbol – váže se na skautském šátku.
Jméno dostal z podobného důvodu, jak lidová moudrost popisuje vázání uzlu na kapesníku. Muži si tímto uzlem svazovali cípy šátku, aby nezapomněli toho dne vykonat dobrý skutek. Teprve pak jej mohli rozvázat. I dnes jej některé skautské skupiny používají jako připomínku ke konání dobrých skutků, ale nerozvazují jej.

## Návod
- Na jednom cípu šátku vytvořte dva ohyby.
- Tím vyšším protáhněte druhý cíp šátku.
- Pak jej podvlékněte pod oběma ohyby.
- Cíp zastrčte shora do druhého ohybu.
- Utahovat musíte rovnoměrně všechny čtyři konce a uzel upravit tak, aby oba volné konce byly stejně dlouhé.
- Pak budou stejně široké a baculaté také všechny čtyři bochánky.[2]